# アーネスト・クライン
アーネスト・クライン（Ernest Christy Cline、1972年3月29日 - ）はアメリカの小説家、脚本家。

## 経歴
1996年に『バカルー・バンザイの8次元ギャラクシー』の続編脚本を二次創作として出筆し、ネット上で公開したことで知名度を上げる。
1998年には『スター・ウォーズ エピソード1/ファントム・メナス』が製作される事がきっかけとなり、『ファンボーイズ』の脚本製作を行う。
このファンボーイズの脚本もネットで公開し、人気になっていたところ、俳優のケヴィン・スペイシーの目にとまり、彼のプロデュースにより2009年に映画化された。
2011年にアメリカで発表した小説『ゲームウォーズ』（原題：Ready Player One）がベストセラーとなり、2018年にスティーヴン・スピルバーグ監督により『レディ・プレイヤー1』として映画化された。
2014年には、ザック・ペンらとともに都市伝説「ビデオゲームの墓場」の調査を行い、『E.T.』をはじめとするゲームソフトを発掘した。そして、発掘を題材としたドキュメンタリー映画『ATARI GAME OVER アタリ ゲームオーバー』を製作した。

## 私生活
2016年に作家のクリスティン・アポトウィッチと結婚。自らを筋金入りの『オタク』と公言しており、『ゲームウォーズ』の映画化権の売却によって得た収入で『デロリアン』DMC-12を購入し、『ゴーストバスターズ』のステッカーやプロトンパックなどを乗せるなど独自で装飾をしている。
親日家で日本のカルチャーにも詳しく、70年代～80年代の日本のロボットアニメや『機動戦士ガンダム』や『ゴジラ』シリーズ、『ウルトラマン』にも愛着があることを語っている。アメリカ公開されてない日本の特撮作品にも目を通しており、『ゲームウォーズ』では東映版『スパイダーマン』の巨大ロボ、レオパルドンをメインに活躍させる等、日本のポップカルチャーを作風に取り入れた。

## 主な作品
- 『バカルー・バンザイの8次元ギャラクシー2』脚本(映画『バカルー・バンザイの8次元ギャラクシー』の続きを描いた二次創作）
- 『ファンボーイズ』脚本
- 『ゲームウォーズ』小説
- 『Ready Player Two レディ・プレイヤー2（英語版）』小説
- 『ATARI GAME OVER アタリ ゲームオーバー（英語版）』製作、出演
- 『ミステリー・サイエンス・シアター3000（英語版）』脚本に参加
- 『アルマダ（英語版）』小説